# Riberalta
Riberalta is de hoofdstad van de Boliviaanse provincie Vaca Díez, in het departement Beni.

## Geboren
- Miguel Rimba (1957), Boliviaans voetballer